# Gary Abraham
Gary Abraham (Reino Unido, 8 de enero de 1959) es un nadador británico retirado especializado en pruebas de estilo libre y estilo espalda, donde consiguió ser medallista de bronce olímpico en 1980 en los 4 x 100 metros estilos.

## Carrera deportiva
En los Juegos Olímpicos de Moscú 1980 ganó la medalla de bronce en los relevos de 4 x 100 metros estilos, con un tiempo de 3:47.71 segundos (nadando el largo de espalda), tras Australia (oro) y la Unión Soviética (plata), siendo sus compañeros de equipo los nadadores: Duncan Goodhew, David Lowe, Martin Smith, Paul Marshall y Mark Taylor.